# (61) Danaë
(61) Danaë – planetoida z grupy pasa głównego planetoid okrążająca Słońce w ciągu 5 lat i 55 dni w średniej odległości 2,98 j.a. Została odkryta 9 września 1860 roku w Paryżu przez Hermanna Goldschmidta. Nazwa planetoidy pochodzi od Danae, która była matką Perseusza w mitologii greckiej.